# 대명궁부인
대명궁부인 유씨(大明宮夫人 柳氏, 생몰년 미상)는 고려의 제5대 왕 경종의 제5비이다.

## 생애
종실인 원장태자(元莊太子)와 흥방궁주(興芳宮主)의 딸이다. 아버지 원장태자는 태조의 제6비 정덕왕후 유씨(貞德王后 柳氏)의 아들이고, 어머니 흥방궁주는 태조의 제3비 신명순성왕태후 유씨(神明順聖王太后 劉氏)의 딸이다. 따라서 남편 경종은 대명궁부인의 외사촌이 되며, 또 대명궁부인과 다른 경종의 왕비들 역시 사촌 이내의 관계를 이루게 된다. 더불어 대명궁부인을 맞이하면서 경종은 모든 왕비를 족내혼을 통해 맞아들이게 되었다. 원래 성은 왕씨(王氏)이고 본관은 개성이나, 친할머니인 정덕왕후 유씨(貞德王后 柳氏)의 성을 따라 유씨(柳氏)로 바꾸었다. 본관은 정주이다.
《고려사》에는 그녀의 생애에 대해 자세히 전하는 것이 없다. 다만 경종은 그녀를 위해 궁을 짓고 그 이름을 대명궁(大明宮)이라고 하였다. 현대의 일부 학자들은 대명궁부인이 왕족 출신의 왕비임에도 불구하고 왕후의 호를 못 받았을 뿐 아니라, 겨우 제5비에 머무른 것을 볼 때 그녀는 경종과 가장 늦게 혼인하였으며, 정치적인 지위도 그다지 높지 않았을 것으로 추정하기도 한다.
생몰년이나 능지에 대한 기록 역시 남아있는 것이 없다. 남편 경종과의 사이에 자녀는 없었다. 호는 대명궁부인(大明宮夫人)이다.

## 가족 관계
- 조부 외조부 : 태조(太祖, 877~943, 재위:918~943) - 고려의 제1대 왕
- 조모 : 정덕왕후 유씨(貞德王后 柳氏) - 태조의 제6비
  - 아버지 : 원장태자(元莊太子)
- 외조모 : 신명왕후 유씨(神明王后 劉氏) - 태조의 제3비
  - 어머니 : 흥방궁주(興芳宮主)
    - 남매 : 흥방궁대군(興芳宮大君)

  - 백부 : 왕위군(王位君)
  - 백부 : 인애군(仁愛君)
  - 백부 : 조이군(助伊君)
  - 고모 : 문혜왕후 유씨(文惠王后 柳氏) - 외숙 문원대왕의 왕비
    - 외사촌, 고종사촌 : 헌의왕후 유씨(獻懿王后 劉氏) - 남편 경종의 제2비

  - 고모 : 선의왕후 유씨(宣義王后 柳氏) - 대종의 왕비
    - 고종사촌 : 성종(成宗, 961~997, 재위:981~997) - 고려의 제6대 왕
    - 고종사촌 : 헌애왕후 황보씨(獻哀王后 皇甫氏, 964~1029) - 경종의 제3비
    - 고종사촌 : 헌정왕후 황보씨(獻貞王后 皇甫氏, ? ~992/993) - 경종의 제4비

  - 외숙 : 태자 태 (太子 泰)
  - 외숙 : 정종(定宗, 923~949, 재위:945~949) - 고려의 제3대 왕
  - 외숙 : 광종(光宗, 925~975, 재위:949~975) - 고려의 제4대 왕
    - 남편, 외사촌 : 경종(景宗, 955~981, 재위:975~981) - 고려의 제5대 왕

  - 외숙 : 문원대왕(文元大王) - 고모 문혜왕후의 남편
  - 외숙 : 증통국사(證通國師)
  - 이모 : 낙랑공주(樂浪公主) - 신라 경순왕의 부인
    - 이종사촌 : 헌숙왕후 김씨(獻肅王后 金氏) - 경종의 제1비

## 등장한 작품

### TV 드라마
- 《천추태후》(KBS, 2009년, 배우: 장희수)[5]